# Калиниченко, Владимир Иванович
Влади́мир Ива́нович Калиниче́нко (4 декабря 1947 — 26 ноября 2022) — советский и российский юрист. Следователь по особо важным делам при Генеральном прокуроре СССР (1980—1992). Государственный советник юстиции 3-го класса, адвокат.
Член Московской областной коллегии адвокатов (МОКА) с 1995 года, вице-президент Общероссийской общественно-политической организации «Ассоциация работников правоохранительных органов Российской Федерации».

## Биография
В 1971 году окончил Харьковский юридический институт и был распределён в прокуратуру Запорожской области УССР.
Работал следователем прокуратуры Заводского района Запорожья, через несколько лет был назначен прокурором следственного отдела, затем прокурором-криминалистом областной прокуратуры, пять лет руководил следственно-оперативной группой по раскрытию умышленных убийств. В 1979 году был переведён в Прокуратуру СССР на должность следователя по особо важным делам при Генеральном прокуроре СССР.
Занимался отдельными эпизодами дела «Океан» (организация «Рыбпромсбыта» при Минрыбхозе СССР). Расследовал Сочинско-краснодарское и «Хлопковое» дела. В 1987 году по поручению Генерального прокурора СССР А. М. Рекункова выезжал в Казахстан для расследования злоупотреблений в системе автомобильного транспорта. Допрашивал Д. А. Кунаева. Расследовал резонансное убийство на «Ждановской», впоследствии написал книгу об этом деле.
В 1980 году по распоряжению Генпрокурора СССР расследовал дело о гибели первого секретаря ЦК КП Белоруссии П. М. Машерова и многие другие дела.
Почётный адвокат России. Награждён нагрудным знаком «Почётный сотрудник Следственного комитета Российской Федерации», медалями: «Ветеран Прокуратуры», «300 лет следственной канцелярии России», «За содействие», «За верность служебному долгу», «За чистоту помыслов и благородство дел».
В. И. Калиниченко — один из авторов сценария художественного фильма «Убийство на „Ждановской“» и трилогии «Следствие и власть» (2013), «Следствие как профессия» (2015), «Следствие глазами адвоката» (2016).
Давал интервью, вошедшие в циклы популярных авторских детективно-исторических телевизионных программ «Девяностые», «Следствие вели…», «Удар властью».
Скончался в ноябре 2022 года, в возрасте 74 лет. Похоронен на Троекуровском кладбище.

## Автор публикаций
- Дополнительное расследование // Несколько дней из жизни следователя, 1987.
- Точка отталкивания // Юность. — 1989. — № 8—9.
- Дело о 140 миллиардах, или 7060 дней из жизни следователя, 1998.

## Награды
- Орден Трудового Красного Знамени;
- Орден «Знак Почёта».

## Киновоплощения
- Иван Бортник — в художественном фильме Убийство на «Ждановской» (1992). Сыграл самого себя в эпизоде фильма.
- Владимир Епифанцев — в многосерийном художественном телефильме «Неподкупный» (2015).
- Павел Майков — Александр Костенко в телесериале «Икра» (2017).